# Helicopsyche blancasi
Helicopsyche blancasi är en nattsländeart som beskrevs av Schmid 1958. Helicopsyche blancasi ingår i släktet Helicopsyche och familjen Helicopsychidae. Inga underarter finns listade i Catalogue of Life.